# Oberoende liberaler
Oberoende liberaler (jiddisch: ליברלים עצמאיים; Libralim Atzma'im) var ett liberalt parti i Israel, bildat i början av avhoppare från Liberala partiet i protest mot att detta parti, inför valet 1965, gick samman med Herut och bildade det nya partiet Gahal.
Sju av det liberala partiets sjutton parlamentariker, under ledning av förre justitieministern Pinchas Rosen bildade en ny parlamentsgrupp. De flesta i den hade tidigare tillhört det Progressiva partiet. 
I valet 1965 erövrade Oberoende liberaler fem mandat i Knesset. Man kom att ingå i Levi Eshkols och Golda Meirs koalitionsregering, där partimedlemmen Moshe Kol utsågs till turist- och utvecklingsminister.
Under mandatperioden hoppade parlamentsledamoten Yizhar Harari av partiet och anslöt sig till Arbetaralliansen.
I valen 1969 och 1973 fick Oberoende liberaler fyra platser. Kol behöll sin plats som turistminister.
Valet 1977 resulterade i ett stort ras för partiet. Oberoende liberaler fick endast 1,3% av rösterna och ett mandat i Knesset och lämnades utanför Menachem Begins högerregering.
1981 åkte partiet ur Knesset och inför nästa val, 1984 gick Oberoende liberaler upp i Alliansen och upphörde som självständigt parti.